# Auribail
Auribail är en kommun i departementet Haute-Garonne i regionen Occitanien i södra Frankrike. Kommunen ligger i kantonen Auterive som tillhör arrondissementet Muret. År 2022 hade Auribail 195 invånare.

## Befolkningsutveckling
Antalet invånare i kommunen Auribail
Referens:INSEE